# Bojtina
Bojtina – wieś w Słowenii, w gminie Slovenska Bistrica. W 2018 roku liczyła 77 mieszkańców.